# Пирићи (Витез)
Пирићи је насељено место у Босни и Херцеговини у општини Витез. Административно припада Федерацији Босне и Херцеговине, односно њеном Средњобосанском кантону. Према попису становништва из 2013. у насељу је било 171 становника, а популација је била мешовита бошњачко-хрватска.

## Становништво
По последњем службеном попису становништва из 2013. године у насељу Пирићи живело је 171 становника, а село је било етнички хетерогено са мешовитом бошњачко-хрватском популацијом.
| Националност | 2013. | 1991.        | 1981.       | 1971.        | 1961.       |
| Бошњаци      | —     | 110 (48,89%) | 85 (43,59%) | 122 (44,53%) | 91 (47,89%) |
| Хрвати       | —     | 98 (43,56%)  | 85 (43,59%) | 150 (54,74%) | 99 (52,11%) |
| Срби         | —     | 3 (1,33%)    | 0           | 0            | 0           |
| Југословени  | —     | 5 (2,22%)    | 4 (2,05%)   | 1 (0,36%)    | 0           |
| Црногорци    | —     | 0            | 0           | 1 (0,36%)    | 0           |
| остали       | —     | 9 (4,00%)    | 21 (10,77%) | 0            | 0           |
| Укупно       | 171   | 225          | 195         | 274          | 190         |